# Statistiche e record di Kim Clijsters
| Finali in carriera                               | Finali in carriera         | Finali in carriera | Finali in carriera | Finali in carriera | Finali in carriera |
| Specialità                                       | Categoria                  | Vittorie           | Sconfitte          | Totale             | Percentuale        |
| ------------------------------------------------ | -------------------------- | ------------------ | ------------------ | ------------------ | ------------------ |
| Singolare                                        | Grande Slam                | 4                  | 4                  | 8                  | 50%                |
| Singolare                                        | Olimpiadi estive           | –                  | –                  | –                  | –                  |
| Singolare                                        | Torneo di fine anno        | 3                  | –                  | 3                  | 100%               |
| Singolare                                        | WTA Premier Mandatory & 51 | 7                  | 3                  | 9                  | 67%                |
| Singolare                                        | WTA Tour                   | 27                 | 12                 | 39                 | 69%                |
| Singolare                                        | Totale                     | 41                 | 19                 | 60                 | 68%                |
| Doppio                                           | Grande Slam                | 2                  | 1                  | 3                  | 67%                |
| Doppio                                           | Olimpiadi estive           | –                  | –                  | –                  | –                  |
| Doppio                                           | Torneo di fine anno        | –                  | 1                  | 1                  | 0%                 |
| Doppio                                           | WTA Premier Mandatory & 51 | 1                  | 2                  | 3                  | 33%                |
| Doppio                                           | WTA Tour                   | 8                  | 5                  | 13                 | 62%                |
| Doppio                                           | Totale                     | 11                 | 9                  | 20                 | 55%                |
| Doppio misto                                     | Grande Slam                | –                  | 1                  | 1                  | 0%                 |
| Doppio misto                                     | Totale                     | –                  | 1                  | 1                  | 0%                 |
| Totale                                           | Totale                     | 52                 | 29                 | 81                 | 64%                |
| 1 Conosciuti in precedenza come tornei "Tier I". |                            |                    |                    |                    |                    |

In questa pagina sono riportate le statistiche e i record realizzati da Kim Clijsters durante la sua carriera tennistica.

## Statistiche

### Singolare

#### Finali vinte (41)
| Legenda: Prima del 2009 | Legenda: Dal 2009     |
| ----------------------- | --------------------- |
| Grande Slam (4)         |                       |
| WTA Championships (3)   |                       |
| Tier I (5)              | Premier Mandatory (1) |
| Tier II (18)            | Premier 5 (1)         |
| Tier III (7)            | Premier (0)           |
| Tier IV & V (1)         | International (1)     |

| Titoli per superficie | Titoli per superficie |
| --------------------- | --------------------- |
| Cemento               | 30                    |
| Sintetico             | 6                     |
| Terra rossa           | 3                     |
| Erba                  | 2                     |

##### Grande Slam (4)
| Anno | Torneo          | Avversario in finale | Punteggio     |
| 2005 | US Open         | Mary Pierce          | 6–3, 6–1      |
| 2009 | US Open (2)     | Caroline Wozniacki   | 7–5, 6–3      |
| 2010 | US Open (3)     | Vera Zvonarëva       | 6–2, 6–1      |
| 2011 | Australian Open | Li Na                | 3–6, 6–3, 6–3 |

##### Tutti i titoli
| No. | Data               | Torneo                                     | Superficie    | Avversaria in finale | Punteggio       |
| 1.  | 20 settembre 1999  | BGL Luxembourg Open, Lussemburgo           | Cemento (i)   | Dominique Monami     | 6-2, 6-2        |
| 2.  | 10 gennaio 2000    | Tasmanian International, Hobart            | Cemento       | Chanda Rubin         | 2-6, 6-2, 6-2   |
| 3.  | 30 ottobre 2000    | Sparkassen Cup, Lipsia                     | Sintetico (i) | Elena Lichovceva     | 7-68, 4-6, 6-4  |
| 4.  | 23 luglio 2001     | Bank of the West Classic, Stanford         | Cemento       | Lindsay Davenport    | 6-4, 65-7, 6-1  |
| 5.  | 24 settembre, 2001 | Sparkassen Cup, Lipsia (2)                 | Sintetico (i) | Magdalena Maleeva    | 6-1, 6-1        |
| 6.  | 22 ottobre 2001    | BGL Luxembourg Open, Lussemburgo (2)       | Cemento (i)   | Lisa Raymond         | 6-2, 6-2        |
| 7.  | 29 aprile 2002     | Betty Barclay Cup, Amburgo                 | Terra rossa   | Venus Williams       | 1-6, 6-3, 6-4   |
| 8.  | 7 ottobre 2002     | Porsche Tennis Grand Prix, Filderstadt     | Cemento (i)   | Daniela Hantuchová   | 4-6, 6-3, 6-4   |
| 9.  | 21 ottobre 2002    | BGL Luxembourg Open, Lussemburgo (3)       | Cemento (i)   | Magdalena Maleeva    | 6-1, 6-2        |
| 10. | 4 novembre 2002    | WTA Tour Championships, Los Angeles        | Cemento (i)   | Serena Williams      | 7-5, 6-3        |
| 11. | 6 gennaio 2003     | Medibank International, Sydney             | Cemento       | Lindsay Davenport    | 6-4, 6-3        |
| 12. | 3 marzo 2003       | BNP Paribas Open, Indian Wells             | Cemento       | Lindsay Davenport    | 6-4, 7-5        |
| 13. | 12 maggio 2003     | Internazionali d'Italia, Roma              | Terra rossa   | Amélie Mauresmo      | 3-6, 7-63, 6-0  |
| 14. | 16 giugno 2003     | Ordina Open, 's-Hertogenbosch              | Erba          | Justine Henin        | 67-7, 3-0, rit. |
| 15. | 21 luglio 2003     | Bank of the West Classic, Stanford (2)     | Cemento       | Jennifer Capriati    | 4-6, 6-4, 6-2   |
| 16. | 4 agosto 2003      | East West Bank Classic, Los Angeles        | Cemento       | Lindsay Davenport    | 6-1, 3-6, 6-1   |
| 17. | 6 ott 2003         | Porsche Tennis Grand Prix, Filderstadt (2) | Cemento (i)   | Justine Henin        | 5-7, 6-4, 6-2   |
| 18. | 20 ottobre 2003    | BGL Luxembourg Open, Lussemburgo (4)       | Cemento (i)   | Chanda Rubin         | 6-2, 7-5        |
| 19. | 3 novembre 2003    | WTA Tour Championships, Los Angeles (2)    | Cemento (i)   | Amélie Mauresmo      | 6-2, 6-0        |
| 20. | 9 febbraio 2004    | Open GDF Suez, Parigi                      | Sintetico (i) | Mary Pierce          | 6-2, 6-1        |
| 21. | 16 febbraio 2004   | Proximus Diamond Games, Anversa            | Sintetico (i) | Silvia Farina Elia   | 6-3, 6-0        |
| 22. | 7 marzo 2005       | BNP Paribas Open, Indian Wells (2)         | Cemento       | Lindsay Davenport    | 6-4, 4-6, 6-2   |
| 23. | 23 marzo 2005      | Sony Ericsson Open, Miami                  | Cemento       | Marija Šarapova      | 6-3, 7-5        |
| 24. | 13 giugno 2005     | AEGON International, Eastbourne            | Erba          | Vera Duševina        | 7-5, 6-0        |
| 25. | 31 luglio 2005     | Bank of the West Classic, Stanford (3)     | Cemento       | Venus Williams       | 7-5, 6-2        |
| 26. | 14 agosto 2005     | East West Bank Classic, Los Angeles (2)    | Cemento       | Daniela Hantuchová   | 6-4, 6-1        |
| 27. | 21 agosto 2005     | Rogers Cup, Toronto                        | Cemento       | Justine Henin        | 7-5, 6-1        |
| 28. | 10 settembre 2005  | US Open, New York                          | Cemento       | Mary Pierce          | 6-3, 6-1        |
| 29. | 2 ottobre 2005     | BGL Luxembourg Open, Lussemburgo (5)       | Cemento (i)   | Anna-Lena Grönefeld  | 6-2, 6-4        |
| 30. | 30 ottobre 2005    | Gaz de France Stars, Hasselt               | Sintetico (i) | Francesca Schiavone  | 6-2, 6-3        |
| 31. | 7 maggio 2006      | Warsaw Open, Varsavia                      | Terra rossa   | Svetlana Kuznecova   | 7-5, 6-2        |
| 32. | 30 luglio 2006     | Bank of the West Classic, Stanford (4)     | Cemento       | Patty Schnyder       | 6-4, 6-2        |
| 33. | 5 novembre 2006    | Gaz de France Stars, Hasselt (2)           | Sintetico (i) | Kaia Kanepi          | 6-3, 3-6, 6-4   |
| 34. | 12 gennaio 2007    | Medibank International, Sydney             | Cemento       | Jelena Janković      | 4-6, 7-61, 6-4  |
| 35. | 13 settembre 2009  | US Open, New York (2)                      | Cemento       | Caroline Wozniacki   | 7-5, 6-3        |
| 36. | 9 gennaio 2010     | Brisbane International, Brisbane           | Cemento       | Justine Henin        | 6-3, 4-6, 7-66  |
| 37. | 3 aprile 2010      | Sony Ericsson Open, Miami                  | Cemento       | Venus Williams       | 6-2, 6-1        |
| 38. | 15 agosto 2010     | Cincinnati Masters, Cincinnati             | Cemento       | Marija Šarapova      | 2-6, 7-64, 6-2  |
| 39. | 11 settembre 2010  | US Open, New York (3)                      | Cemento       | Vera Zvonarëva       | 6-2, 6-1        |
| 40. | 31 ottobre 2010    | WTA Tour Championships, Doha (3)           | Cemento       | Caroline Wozniacki   | 6–3, 5–7, 6–3   |
| 41. | 29 gennaio 2011    | Australian Open, Melbourne                 | Cemento       | Li Na                | 3-6, 6-3, 6-3   |

#### Finali perse (19)

##### Grande Slam (4)
| Anno | Torneo          | Avversario in finale | Punteggio       |
| 2001 | Open di Francia | Jennifer Capriati    | 6–1, 4–6, 10–12 |
| 2003 | Open di Francia | Justine Henin        | 0–6, 4–6        |
| 2003 | US Open         | Justine Henin        | 5–7, 1–6        |
| 2004 | Australian Open | Justine Henin        | 3–6, 6–4, 3–6   |

##### Tutte le finali perse
| Legenda: Prima del 2009 | Legenda: Dal 2009     |
| ----------------------- | --------------------- |
| Grande Slam (4)         |                       |
| WTA Championships (0)   |                       |
| Tier I (2)              | Premier Mandatory (0) |
| Tier II (9)             | Premier 5 (0)         |
| Tier III (1)            | Premier (2)           |
| Tier IV & V (1)         | International (0)     |

| No. | Data              | Torneo                                        | Superficie    | Avversaria in finale | Punteggio       |
| 1.  | 18 ottobre 1999   | WTA Bratislava, Bratislava                    | Cemento (i)   | Amélie Mauresmo      | 6–3, 6–3        |
| 2.  | 8 ottobre 2000    | Porsche Tennis Grand Prix, Filderstadt        | Sintetico (i) | Martina Hingis       | 6–0, 6–3        |
| 3.  | 17 marzo 2001     | BNP Paribas Open, Indian Wells                | Cemento       | Serena Williams      | 4–6, 6–4, 6–2   |
| 4.  | 28 maggio 2001    | Open di Francia, Parigi                       | Terra rossa   | Jennifer Capriati    | 1–6, 6–4, 12–10 |
| 5.  | 18 giugno 2001    | Ordina Open, 's-Hertogenbosch                 | Erba          | Justine Henin        | 6–4, 3–6, 6–3   |
| 6.  | 22 luglio 2002    | Bank of the West Classic, Stanford            | Cemento       | Venus Williams       | 6–3, 6–3        |
| 7.  | 22 settembre 2002 | Toyota Princess Cup, Tokyo                    | Cemento       | Serena Williams      | 2–6, 6–3, 6–3   |
| 8.  | 10 febbraio 2003  | Proximus Diamond Games, Anversa               | Sintetico (i) | Venus Williams       | 6–2, 6–4        |
| 9.  | 2 marzo 2003      | State Farm Women's Tennis Classic, Scottsdale | Cemento       | Ai Sugiyama          | 3–6, 7–5, 6–4   |
| 10. | 5 maggio 2003     | Qatar Telecom German Open, Berlino            | Terra rossa   | Justine Henin        | 6–4, 4–6, 7–5   |
| 11. | 26 maggio 2003    | Open di Francia, Parigi (2)                   | Terra rossa   | Justine Henin        | 6–0, 6–4        |
| 12. | 28 luglio 2003    | San Diego Open, San Diego                     | Cemento       | Justine Henin        | 3–6, 6–2, 6–3   |
| 13. | 25 agosto 2003    | US Open, New York                             | Cemento       | Justine Henin        | 7–5, 6–1        |
| 14. | 19 gennaio 2004   | Australian Open, Melbourne                    | Cemento       | Justine Henin        | 6–3, 4–6, 6–3   |
| 15. | 19 febbraio 2006  | Proximus Diamond Games, Antwerp (2)           | Sintetico (i) | Amélie Mauresmo      | 3–6, 6–3, 6–3   |
| 16. | 6 agosto 2006     | San Diego Open, San Diego (2)                 | Cemento       | Marija Šarapova      | 7–5, 7–5        |
| 17. | 18 febbraio 2007  | Proximus Diamond Games, Antwerp (3)           | Sintetico (i) | Amélie Mauresmo      | 6–4, 7–64       |
| 18. | 14 gennaio 2011   | Medibank International, Sydney                | Cemento       | Li Na                | 7–63, 6–3       |
| 19. | 13 febbraio 2011  | Open GDF Suez, Parigi                         | Cemento (i)   | Petra Kvitová        | 6–4, 6–3        |

### Doppio

#### Finali vinte (11)
| Legenda: Prima del 2009 | Legenda: Dal 2009     |
| ----------------------- | --------------------- |
| Grande Slam (2)         |                       |
| WTA Championships (0)   |                       |
| Tier I (1)              | Premier Mandatory (0) |
| Tier II (6)             | Premier 5 (0)         |
| Tier III (1)            | Premier (0)           |
| Tier IV & V (1)         | International (0)     |

##### Grande Slam (2)
| Anno | Torneo              | Compagna    | Avversarie in finale                | Punteggio          |
| 2003 | Open di Francia     | Ai Sugiyama | Virginia Ruano Pascual Paola Suárez | 6–7(5–7), 6–2, 9–7 |
| 2003 | Torneo di Wimbledon | Ai Sugiyama | Virginia Ruano Pascual Paola Suárez | 6–4, 6–4           |

##### Tutti i titoli
| Numero | Data             | Torneo                                        | Superficie     | Compagna          | Avversaria in finale                | Punteggio      |
| 1.     | 27 ottobre 1999  | WTA Bratislava, Bratislava                    | Cemento indoor | Laurence Courtois | Ol'ga Barabanščikova Lilia Osterloh | 6-2, 3-6, 7-5  |
| 2.     | 21 maggio 2000   | Belgian Open, Anversa                         | Terra rossa    | Sabine Appelmans  | Jennifer Hopkins Petra Rampre       | 6-1, 6-1       |
| 3.     | 12 agosto 2002   | East West Bank Classic, Los Angeles           | Cemento        | Jelena Dokić      | Daniela Hantuchová Ai Sugiyama      | 6-3, 6-3       |
| 4.     | 27 ottobre 2002  | Fortis Championships Luxembourg, Lussemburgo  | Cemento indoor | Janette Husárová  | Květa Peschke Barbara Rittner       | 4-6, 6-3, 7-5  |
| 5.     | 12 gennaio 2003  | Adidas International, Sydney                  | Cemento        | Ai Sugiyama       | Conchita Martínez Rennae Stubbs     | 6-3, 6-3       |
| 6.     | 16 febbraio 2003 | Proximus Diamond Games, Anversa (2)           | Cemento indoor | Ai Sugiyama       | Nathalie Dechy Émilie Loit          | 6-2, 6-0       |
| 7.     | 2 febbraio 2003  | State Farm Women's Tennis Classic, Scottsdale | Cemento        | Ai Sugiyama       | Lindsay Davenport Lisa Raymond      | 6-1, 6-4       |
| 8.     | 8 giugno 2003    | Open di Francia, Parigi                       | Terra rossa    | Ai Sugiyama       | Virginia Ruano Pascual Paola Suárez | 67-7, 6-2, 9-7 |
| 9.     | 6 luglio 2003    | Torneo di Wimbledon, Londra                   | Erba           | Ai Sugiyama       | Virginia Ruano Pascual Paola Suárez | 6-4, 6-4       |
| 10.    | 3 agosto 2003    | Acura Classic, San Diego                      | Cemento        | Ai Sugiyama       | Lindsay Davenport Lisa Raymond      | 6-4, 7-5       |
| 11.    | 19 ottobre 2003  | Open di Zurigo, Zurigo                        | Cemento indoor | Ai Sugiyama       | Virginia Ruano Pascual Paola Suárez | 7-63, 6-2      |

#### Finali perse (9)
| Legenda: Prima del 2009 | Legenda: Dal 2009     |
| ----------------------- | --------------------- |
| Grande Slam (1)         |                       |
| WTA Championships (1)   |                       |
| Tier I (2)              | Premier Mandatory (0) |
| Tier II (3)             | Premier 5 (0)         |
| Tier III (1)            | Premier (0)           |
| Tier IV & V (1)         | International (0)     |

##### Grande Slam (1)
| Anno | Torneo              | Compagna    | Avversari in finale        | Punteggio |
| 2001 | Torneo di Wimbledon | Ai Sugiyama | Lisa Raymond Rennae Stubbs | 6–4, 6–3  |

##### Tutte le finali perse
| Numero | Data              | Torneo                                        | Superficie  | Compagna            | Avversaria in finale                      | Punteggio       |
| 1.     | 16 gennaio 2000   | Moorilla Hobart International, Hobart         | Cemento     | Alicia Molik        | Rita Grande Émilie Loit                   | 6–2, 2–6, 6–3   |
| 2.     | 30 ottobre 2000   | Sparkassen Cup, Lipsia                        | Sintetico   | Laurence Courtois   | Arantxa Sánchez Vicario Anne-Gaëlle Sidot | 6–7, 7–5, 6–3   |
| 3.     | 4 marzo 2001      | State Farm Women's Tennis Classic, Scottsdale | Cemento     | Meghann Shaughnessy | Lisa Raymond Rennae Stubbs                | Walkover        |
| 4.     | 18 giugno 2001    | Ordina Open, 's-Hertogenbosch                 | Erba        | Miriam Oremans      | Ruxandra Dragomir Nadia Petrova           | 7–65, 65–7, 6–4 |
| 5.     | 8 luglio 2001     | Torneo di Wimbledon, Londra                   | Erba        | Ai Sugiyama         | Lisa Raymond Rennae Stubbs                | 6–4, 6–3        |
| 6.     | 17 settembre 2001 | Toyota Princess Cup, Tokyo                    | Cemento     | Ai Sugiyama         | Cara Black Liezel Huber                   | 6–1, 6–3        |
| 7.     | 15 marzo 2003     | Indian Wells Masters, Indian Wells            | Cemento     | Ai Sugiyama         | Lindsay Davenport Lisa Raymond            | 3–6, 6–4, 6–1   |
| 8.     | 11 maggio 2003    | Qatar Telecom German Open, Berlino            | Terra rossa | Ai Sugiyama         | Virginia Ruano Pascual Paola Suárez       | 6–3, 4–6, 6–4   |
| 9.     | 10 novembre 2003  | WTA Tour Championships, Los Angeles           | Cemento     | Ai Sugiyama         | Virginia Ruano Pascual Paola Suárez       | 6–4, 3–6, 6–3   |

### Doppio misto

#### Finali vinte

##### Grande Slam (0)
Nessun titolo di doppio misto vinto

#### Finali perse

##### Grande Slam (1)
| Anno | Torneo              | Compagna       | Avversarie in finale       | Punteggio     |
| 2000 | Torneo di Wimbledon | Lleyton Hewitt | Kimberly Po Donald Johnson | 4–6, 6–7(3–7) |

## Fed Cup

### Vittorie (1)
| Risultato | Anno             | Località       | Superficie  | Vincitrici                                  | Finaliste                                                    | Punteggio |
| Vittoria  | 11 novembre 2001 | Madrid, Spagna | Terra rossa | Justine Henin Els Callens Laurence Courtois | Nadia Petrova Elena Dement'eva Elena Lichovceva Elena Bovina | 2–1       |

## Risultati in progressione
| Sigla | Risultato               |
| ----- | ----------------------- |
| V     | Vincitore               |
| F     | Finalista               |
| SF    | Semifinalista           |
| O     | Oro olimpico            |
| A     | Argento olimpico        |
| SF    | Bronzo olimpico         |
| QF    | Quarti di Finale        |
| 4T    | Quarto turno            |
| 3T    | Terzo turno             |
| 2T    | Secondo turno           |
| 1T    | Primo turno             |
| RR    | Round Robin             |
| LQ    | Turno di qualificazione |
| A     | Assente                 |
| ND    | Non disputato           |

| Legenda superfici    |
| -------------------- |
| Cemento              |
| Terra battuta        |
| Erba                 |
| Superficie variabile |

### Singolare
| Torneo                                                    | 1997          | 1998          | 1999          | 2000          | 2001          | 2002          | 2003          | 2004          | 2005          | 2006          | 2007          | 2008          | 2009          | 2010          | 2011          | 2012          | Titoli | V-P     |
| --------------------------------------------------------- | ------------- | ------------- | ------------- | ------------- | ------------- | ------------- | ------------- | ------------- | ------------- | ------------- | ------------- | ------------- | ------------- | ------------- | ------------- | ------------- | ------ | ------- |
| Tornei dello slam                                         |               |               |               |               |               |               |               |               |               |               |               |               |               |               |               |               |        |         |
| Australian Open                                           | A             | A             | A             | 1T            | 4T            | SF            | SF            | F             | A             | SF            | SF            | A             | A             | 3T            | V             | SF            | 1 / 10 | 38–9    |
| Open di Francia                                           | A             | A             | A             | 1T            | F             | 3T            | F             | A             | 4T            | SF            | A             | A             | A             | A             | 2T            | A             | 0 / 7  | 23–7    |
| Torneo di Wimbledon                                       | A             | A             | 4T1           | 2T            | QF            | 2T            | SF            | A             | 4T            | SF            | A             | A             | A             | QF            | A             | 4T            | 0 / 9  | 29–9    |
| US Open                                                   | A             | A             | 3T            | 2T            | QF            | 4T            | F             | A             | V             | A             | A             | A             | V             | V             | A             | 2T            | 3 / 9  | 38–6    |
| Titoli del Grande Slam                                    | 0 / 0         | 0 / 0         | 0 / 2         | 0 / 4         | 0 / 4         | 0 / 4         | 0 / 4         | 0 / 1         | 1 / 3         | 0 / 3         | 0 / 1         | 0 / 0         | 1 / 1         | 1 / 3         | 1 / 2         | 0 / 3         | 4 / 35 | N/A     |
| Vittorie-sconfitte                                        | 0–0           | 0–0           | 8–2           | 2–4           | 17–4          | 11–4          | 22–4          | 6–1           | 13–2          | 14–3          | 5–1           | 0-0           | 7-0           | 13-2          | 8-1           | 9-3           | N/A    | 135–31  |
| Torneo di fine anno                                       |               |               |               |               |               |               |               |               |               |               |               |               |               |               |               |               |        |         |
| WTA Tour Championships                                    | A             | A             | A             | QF            | SF            | V             | V             | A             | RR2           | SF3           | A             | A             | A             | V             | A             | A             | 3 / 7  | 19–7    |
| Giochi olimpici                                           |               |               |               |               |               |               |               |               |               |               |               |               |               |               |               |               |        |         |
| Giochi olimpici                                           | Non disputati | Non disputati | Non disputati | A             | Non disputati | Non disputati | Non disputati | A             | Non disputati | Non disputati | Non disputati | A             | Non disputati | Non disputati | Non disputati | QF            | 0 / 1  | 3–1     |
| WTA Premier Mandatory                                     |               |               |               |               |               |               |               |               |               |               |               |               |               |               |               |               |        |         |
| Indian Wells                                              | A             | A             | A             | 4T            | F             | 2T            | V             | 3T4           | V             | A             | A             | A             | A             | 3T            | 4T            | A             | 2 / 8  | 24–5    |
| Miami                                                     | A             | A             | A             | 4T            | 4T            | QF            | SF            | A             | V             | 2T            | 4T            | A             | A             | V             | QF            | 3T            | 2 / 10 | 30–8    |
| Madrid                                                    | Non disputato | Non disputato | Non disputato | Non disputato | Non disputato | Non disputato | Non disputato | Non disputato | Non disputato | Non disputato | Non disputato | Non disputato | Assente       | Assente       | Assente       | Assente       | 0 / 0  | 0-0     |
| Pechino                                                   | Non disputato | Non disputato | Non disputato | Non disputato | Non disputato | Non disputato | Non disputato | Non Tier I    | Non Tier I    | Non Tier I    | Non Tier I    | Non Tier I    | Assente       | Assente       | Assente       | Assente       | 0 / 0  | 0-0     |
| WTA Premier 5                                             |               |               |               |               |               |               |               |               |               |               |               |               |               |               |               |               |        |         |
| Dubai                                                     | Non Tier I    | Non Tier I    | Non Tier I    | Non Tier I    | Non Tier I    | Non Tier I    | Non Tier I    | Non Tier I    | Non Tier I    | Non Tier I    | Non Tier I    | Non Tier I    | Assente       | Assente       | Assente       | Assente       | 0 / 0  | 0-0     |
| Roma                                                      | A             | A             | A             | A             | 2T            | SF            | V             | A             | A             | 3T            | Assente       | Assente       | Assente       | Assente       | Assente       | Assente       | 1 / 4  | 9–3     |
| Cincinnati                                                | Non disputato | Non disputato | Non disputato | Non disputato | Non disputato | Non disputato | Non disputato | Non Tier I    | Non Tier I    | Non Tier I    | Non Tier I    | Non Tier I    | QF            | V             | A             | A             | 1 / 2  | 8-1     |
| Montréal / Toronto                                        | A             | A             | A             | A             | A             | 3T            | 3T            | A             | V             | 2T            | A             | A             | 3T            | QF            | 2T            | A             | 1 / 7  | 10–6    |
| Tokyo                                                     | Assente       | Assente       | Assente       | Assente       | Assente       | Assente       | Assente       | Assente       | Assente       | Assente       | Assente       | Assente       | Assente       | Assente       | Assente       | Assente       | 0 / 0  | 0–0     |
| Ex Tier I (attualmente né Premier Mandatory né Premier 5) |               |               |               |               |               |               |               |               |               |               |               |               |               |               |               |               |        |         |
| Berlino                                                   | A             | A             | A             | A             | 1T            | 2T            | F             | 3T4           | 3T            | A             | A             | A             | Non disputato | Non disputato | Non disputato | Non disputato | 0 / 5  | 7–4     |
| San Diego                                                 | Non Tier I    | Non Tier I    | Non Tier I    | Non Tier I    | Non Tier I    | Non Tier I    | Non Tier I    | A             | QF            | F             | A             | Non disputato | Non disputato | Non disputato | Non disputato | Non disputato | 0 / 2  | 6–2     |
| Zurigo                                                    | A             | A             | A             | A             | A             | QF            | SF            | A             | A             | A             | A             | NT1           | Non disputato | Non disputato | Non disputato | Non disputato | 0 / 2  | 4–2     |
| Tornei giocati                                            | 1             | 4             | 11            | 17            | 22            | 21            | 21            | 6             | 17            | 14            | 5             | 0             | 4             | 11            | 8             | 7             | N/A    | 161     |
| Finali                                                    | 0             | 2             | 4             | 3             | 6             | 6             | 15            | 3             | 9             | 5             | 2             | 0             | 1             | 5             | 3             | 0             | N/A    | 64      |
| Vittorie                                                  | 0             | 0             | 1             | 2             | 3             | 4             | 9             | 2             | 9             | 3             | 1             | 0             | 1             | 5             | 1             | 0             | N/A    | 41      |
| Cemento V-P                                               | 0–0           | 5–1           | 11–2          | 16–8          | 32–11         | 31–10         | 57–7          | 9–2           | 49–4          | 23–6          | 14–3          | 0–0           | 13–3          | 32-4          | 21-5          | 11-4          | N/A    | 324–70  |
| Terra rossa V-P                                           | 2–1           | 11–1          | 14–5          | 1–2           | 12–5          | 10–3          | 19–2          | 3–0           | 8–3           | 11–3          | 0–1           | 0–0           | 0–0           | 2–1           | 1-1           | 0-0           | N/A    | 94–28   |
| Erba V-P                                                  | 0–0           | 0–0           | 6–1           | 2–2           | 7–2           | 2–2           | 9–1           | 0–0           | 8–1           | 6–2           | 0–0           | 0–0           | 0–0           | 6-2           | 1-1           | 9-3           | N/A    | 47–14   |
| Sintetico V-P                                             | 0–0           | 0–0           | 8–2           | 11–5          | 4–0           | 8–2           | 5–2           | 8–0           | 2–1           | 3–1           | 0–0           | 0–0           | 0–0           | 0–0           | 0-0           | 0-0           | N/A    | 49–13   |
| V-P totale                                                | 2-1           | 16-2          | 39-105        | 30-17         | 55-186        | 51-17         | 90-12         | 20-2          | 67-9          | 43-12         | 14-4          | 0-0           | 13-3          | 40-7          | 23-7          | 20-7          | N/A    | 523-128 |
| Vittorie in %                                             | 67%           | 89%           | 80%           | 64%           | 75%           | 88%           | 91%           | 88%           | 78%           | 78%           | 78%           | -             | 81%           | 85%           | 76%           | 74%           | N/A    | 80.3%   |
| Pos. fine anno                                            | -             | 409           | 47            | 18            | 5             | 4             | 2             | 22            | 2             | 5             | -             | -             | 18            | 3             | 13            | 20*           | N/A    | N/A     |

*10 settembre 2012: ultima classifica WTA in cui figurava Kim Clijsters

### Doppio nei tornei del Grande Slam
| Torneo             | 2000 | 2001 | 2002 | 2003 | 2004-2011 | 2004-2011 | 2004-2011 | 2004-2011 | 2004-2011 | 2004-2011 | 2004-2011 | 2004-2011 | 2004-2011 | 2004-2011 | 2004-2011 | 2012 | Titoli | V-S   | Percentuale % |
| ------------------ | ---- | ---- | ---- | ---- | --------- | --------- | --------- | --------- | --------- | --------- | --------- | --------- | --------- | --------- | --------- | ---- | ------ | ----- | ------------- |
| Grande Slam        |      |      |      |      |           |           |           |           |           |           |           |           |           |           |           |      |        |       |               |
| Australian Open    | 1T   | 3T   | 3T   | QF   | A         | A         | A         | A         | A         | A         | A         | A         | A         | A         | A         | A    | 0 / 4  | 7-4   | 63.36         |
| Open di Francia    | 1T   | 3T   | A    | V    | A         | A         | A         | A         | A         | A         | A         | A         | A         | A         | A         | A    | 1 / 2  | 8-2   | 80.00         |
| Wimbledon          | 2T   | F    | A    | V    | A         | A         | A         | A         | A         | A         | A         | A         | A         | A         | A         | A    | 1 / 2  | 12-2  | 85.70         |
| US Open            | 3T   | A    | QF   | 2T   | A         | A         | A         | A         | A         | A         | A         | A         | A         | A         | A         | 1T   | 0 / 3  | 6-3   | 64.44         |
| Vittorie-Sconfitte | 3-4  | 9-3  | 5-2  | 16-2 | 0-0       | 0-0       | 0-0       | 0-0       | 0-0       | 0-0       | 0-0       | 0-0       | 0-0       | 0-0       | 0-0       | 0-1  | 2 / 11 | 33-11 | 75.00         |

## Guadagni
| 1999      | 0               | 1               | 1               | 135,006         | 65              |                 |                 |                 |                 |                 |
| 2000      | 0               | 2               | 2               | 418,503         | 23              |                 |                 |                 |                 |                 |
| 2001      | 0               | 3               | 3               | 1,335,659       | 6               |                 |                 |                 |                 |                 |
| 2002      | 0               | 4               | 4               | 1,754,376       | 4               |                 |                 |                 |                 |                 |
| 2003      | 0               | 9               | 9               | 4,466,345       | 1               |                 |                 |                 |                 |                 |
| 2004      | 0               | 2               | 2               | 787,366         | 15              |                 |                 |                 |                 |                 |
| 2005      | 1               | 8               | 9               | 3,983,654       | 1               |                 |                 |                 |                 |                 |
| 2006      | 0               | 3               | 3               | 1,463,492       | 6               |                 |                 |                 |                 |                 |
| 2007      | 0               | 1               | 1               | 414,159         | 38              |                 |                 |                 |                 |                 |
| 2008      | Nessun guadagno | Nessun guadagno | Nessun guadagno | Nessun guadagno | Nessun guadagno | Nessun guadagno | Nessun guadagno | Nessun guadagno | Nessun guadagno | Nessun guadagno |
| 2009      | 1               | 0               | 1               | 1,632,560       | 10              |                 |                 |                 |                 |                 |
| 2010      | 1               | 4               | 5               | 5,035,060       | 1               |                 |                 |                 |                 |                 |
| 2011      | 1               | 0               | 0               | 2,325,741       | 9               |                 |                 |                 |                 |                 |
| 2012*     | 0               | 0               | 0               | 684,683         | 21              |                 |                 |                 |                 |                 |
| Carriera* | 4               | 37              | 41              | 24,442,340      | 4               |                 |                 |                 |                 |                 |

- Al 2 aprile 2012

## Testa a testa con giocatrici classificate nella top-10
| Giocatrice                    | Record | Percentuale vittorie | Cemento        | Terra rossa   | Erba          | Sintetico     |
| Giocatrici numero 1 al mondo  |        |                      |                |               |               |               |
| / Ana Ivanović                | 6–0    | 100%                 | 4–0            | 0–0           | 1–0           | 1–0           |
| Arantxa Sánchez Vicario       | 4-0    | 100%                 | 1-0            | 0–0           | 0–0           | 3–0           |
| Caroline Wozniacki            | 3-0    | 100%                 | 3–0            | 0–0           | 0–0           | 0–0           |
| / Jelena Janković             | 8-1    | 88.9%                | 6-1            | 0–0           | 2–0           | 0–0           |
| Dinara Safina                 | 8-2    | 80.0%                | 5–1            | 1–1           | 0–0           | 2–0           |
| Viktoryja Azaranka            | 4-3    | 57.1%                | 4-2            | 0–0           | 0–1           | 0–0           |
| Martina Hingis                | 5-4    | 55.6%                | 4-4            | 1-0           | 0–0           | 0–0           |
| Marija Šarapova               | 5-4    | 55.6%                | 5–3            | 0–0           | 0-1           | 0–0           |
| Venus Williams                | 7-6    | 53.8%                | 6-3            | 1–0           | 0-1           | 0-2           |
| Amélie Mauresmo               | 8-7    | 53.3%                | 7-5            | 1-0           | 0–0           | 0–2           |
| Lindsay Davenport             | 9-8    | 52.9%                | 9–3            | 0-1           | 0–2           | 0-3           |
| Justine Henin                 | 13-12  | 52.0%                | 9–4            | 1–5           | 2-3           | 1–0           |
| Jennifer Capriati             | 3-3    | 50.0%                | 2-1            | 1-1           | 0-0           | 0–1           |
| Serena Williams               | 2-7    | 22.2%                | 2-7            | 0–0           | 0–0           | 0–0           |
| Steffi Graf                   | 0-1    | 0%                   | 0-0            | 0–0           | 0–1           | 0–0           |
| / Monica Seles                | 0-1    | 0%                   | 0-1            | 0–0           | 0–0           | 0–0           |
| Giocatrici numero 2 al mondo  |        |                      |                |               |               |               |
| Agnieszka Radwańska           | 2–0    | 100%                 | 1–0            | 0–0           | 1–0           | 0–0           |
| Svetlana Kuznecova            | 7-1    | 87.5%                | 5-0            | 1–1           | 1–0           | 0–0           |
| Conchita Martínez             | 5–1    | 83.4%                | 3-1            | 1–0           | 1–0           | 0–0           |
| Li Na                         | 6-2    | 75.0%                | 5-2            | 0–0           | 1–0           | 0–0           |
| Vera Zvonarëva                | 8-3    | 72.7%                | 5-2            | 0–0           | 3–1           | 0–0           |
| Anastasija Myskina            | 7-3    | 70.0%                | 5–0            | 2–0           | 0–1           | 0–2           |
| Petra Kvitová                 | 2-1    | 66.7%                | 2-1            | 0–0           | 0–0           | 0–0           |
| Giocatrici numero 3 al mondo  |        |                      |                |               |               |               |
| Amanda Coetzer                | 4–0    | 100%                 | 2–0            | 0–0           | 1–0           | 1–0           |
| Nadia Petrova                 | 4-1    | 80.0%                | 1–1            | 1-0           | 0–0           | 2–0           |
| Elena Dement'eva              | 11-3   | 78.6%                | 7-1            | 2-1           | 0–0           | 3–1           |
| Mary Pierce                   | 3–1    | 75.0%                | 2–1            | 0–0           | 0–0           | 1–0           |
| Nathalie Tauziat              | 3-2    | 60.0%                | 2-2            | 0–0           | 1–0           | 0–0           |
| Giocatrici numero 4 al mondo  |        |                      |                |               |               |               |
| Francesca Schiavone           | 12-0   | 100%                 | 8–0            | 1-0           | 2–0           | 1–0           |
| Magdalena Maleeva             | 6–0    | 100%                 | 3–0            | 1–0           | 0–0           | 2–0           |
| Samantha Stosur               | 5-0    | 100%                 | 5–0            | 0-0           | 0–0           | 0–0           |
| Iva Majoli                    | 1–0    | 100%                 | 1–0            | 0–0           | 0–0           | 0–0           |
| / Jelena Dokić                | 7-2    | 77.8%                | 2–2            | 1–0           | 1–0           | 2–0           |
| Anke Huber                    | 2–1    | 66.7%                | 0–1            | 0–0           | 0–0           | 2–0           |
| Giocatrici numero 5 al mondo  |        |                      |                |               |               |               |
| Anna Chakvetadze              | 1–0    | 100%                 | 1–0            | 0–0           | 0–0           | 0–0           |
| Sara Errani                   | 1–0    | 100%                 | 1–0            | 0–0           | 0–0           | 0–0           |
| Daniela Hantuchová            | 10–1   | 90.1%                | 6–1            | 4–0           | 0–0           | 0–0           |
| Angelique Kerber              | 0–1    | 0%                   | 0-0            | 0–0           | 0–1           | 0–0           |
| Giocatrici numero 6 al mondo  |        |                      |                |               |               |               |
| Chanda Rubin                  | 7-0    | 100%                 | 7-0            | 0–0           | 0–0           | 0–0           |
| Giocatrici numero 7 al mondo  |        |                      |                |               |               |               |
| Nicole Vaidišová              | 2–0    | 100%                 | 2–0            | 0–0           | 0–0           | 0–0           |
| Marion Bartoli                | 3–1    | 75.0%                | 3–1            | 0–0           | 0–0           | 0–0           |
| Barbara Schett                | 2–1    | 66.7%                | 1–1            | 1–0           | 0–0           | 0–0           |
| Patty Schnyder                | 6–3    | 50.0%                | 4–1            | 0–1           | 0–1           | 2–0           |
| Giocatrici numero 8 al mondo  |        |                      |                |               |               |               |
| Alicia Molik                  | 3–0    | 100%                 | 2–0            | 1–0           | 0–0           | 0–0           |
| Sandrine Testud               | 1-0    | 100%                 | 0-0            | 1–0           | 0–0           | 0–0           |
| Anna Kurnikova                | 3-1    | 75.0%                | 2–0            | 0–0           | 0–0           | 1-1           |
| Ai Sugiyama                   | 6-3    | 50.0%                | 3-2            | 1–1           | 1–0           | 1–0           |
| Giocatrici numero 9 al mondo  |        |                      |                |               |               |               |
| Paola Suárez                  | 3-0    | 100%                 | 2–0            | 1–0           | 0–0           | 0–0           |
| Dominique Monami              | 1–1    | 50.0%                | 0–1            | 0–0           | 0–0           | 1–0           |
| Giocatrici numero 10 al mondo |        |                      |                |               |               |               |
| Marija Kirilenko              | 3–0    | 100%                 | 0–0            | 2–0           | 1–0           | 0–0           |
| Flavia Pennetta               | 2–0    | 100%                 | 2–0            | 0–0           | 0–0           | 0–0           |
| Andrea Petković               | 1–0    | 100%                 | 1–0            | 0–0           | 0–0           | 0–0           |
| Karina Habšudová              | 0–1    | 0%                   | 0–0            | 0–0           | 0–0           | 0–1           |
| Totale                        | 235–92 | 71.9%                | 163–56 (74.4%) | 27–12 (69.2%) | 19–13 (59.4%) | 26–13 (66.7%) |

## Vittorie contro giocatrici Top 10
| Stagione | 1999 | 2000 | 2001 | 2002 | 2003 | 2004 | 2005 | 2006 | 2007 | 2008 | 2009 | 2010 | 2011 | 2012 | Totale |
| Vittorie | 1    | 7    | 3    | 12   | 21   | 1    | 13   | 6    | 1    | 0    | 5    | 10   | 2    | 2    | 84     |

| #    | Giocatrice                  | Ranking | Evento                                       | Superficie    | Turno | Punteggio        | Rank. KCR |
| ---- | --------------------------- | ------- | -------------------------------------------- | ------------- | ----- | ---------------- | --------- |
| 1999 |                             |         |                                              |               |       |                  |           |
| 1.   | Amanda Coetzer              | 10      | Torneo di Wimbledon, Londra                  | Erba          | 3T    | 6-2, 6-4         | 195       |
| 2000 |                             |         |                                              |               |       |                  |           |
| 2.   | Nathalie Tauziat (1)        | 5       | Fed Cup, Mosca                               | Sintetico (i) | RR-PC | 6-1, 6-4         | 29        |
| 3.   | Nathalie Tauziat (2)        | 7       | Torneo di Wimbledon, Londra                  | Erba          | 1T    | 6-3, 3-6, 6-2    | 31        |
| 4.   | Conchita Martínez           | 6       | Porsche Tennis Grand Prix, Filderstadt       | Cemento (i)   | QF    | 7-5, 7-5         | 45        |
| 5.   | Nathalie Tauziat (3)        | 7       | Porsche Tennis Grand Prix, Filderstadt       | Cemento (i)   | SF    | 3-6, 6-4, 6-1    | 45        |
| 6.   | Arantxa Sánchez Vicario (1) | 9       | Sparkassen Cup, Lipsia                       | Sintetico (i) | 2T    | 7-5, 6-1         | 31        |
| 7.   | Anna Kournikova             | 10      | Sparkassen Cup, Lipsia                       | Sintetico (i) | SF    | 6-2, 6-3         | 31        |
| 8.   | Arantxa Sánchez Vicario (2) | 8       | WTA Tour Championships, New York             | Sintetico (i) | 1T    | 7-5, 6-4         | 19        |
| 2001 |                             |         |                                              |               |       |                  |           |
| 9.   | Martina Hingis (1)          | 1       | Indian Wells Masters, Indian Wells           | Cemento       | SF    | 6-2, 2-6, 6-1    | 19        |
| 10.  | Lindsay Davenport (1)       | 4       | Bank of the West Classic, Stanford           | Cemento       | F     | 6-4, 6(5)-7, 6-1 | 6         |
| 11.  | Nathalie Tauziat (4)        | 9       | Pilot Pen Tennis, New Haven                  | Cemento       | QF    | 6-2, 6-2         | 5         |
| 2002 |                             |         |                                              |               |       |                  |           |
| 12.  | Justine Henin (1)           | 7       | Adidas International, Sydney                 | Cemento       | QF    | 7-6(6), 6-2      | 5         |
| 13.  | Justine Henin (2)           | 8       | Australian Open, Melbourne                   | Cemento       | QF    | 6-2, 6-3         | 5         |
| 14.  | Jelena Dokić (1)            | 9       | Betty Barclay Cup, Amburgo                   | Terra rossa   | SF    | 6-4, 4-4 rit.    | 3         |
| 15.  | Venus Williams (1)          | 1       | Betty Barclay Cup, Amburgo                   | Terra rossa   | F     | 1-6, 6-3, 6-4    | 3         |
| 16.  | Sandrine Testud             | 10      | Internazionali BNL d'Italia, Roma            | Terra rossa   | QF    | 6-1, 6-3         | 3         |
| 17.  | Lindsay Davenport (2)       | 9       | Bank of the West Classic, Stanford           | Cemento       | SF    | 4-6, 6-4, 6-2    | 5         |
| 18.  | Jelena Dokić (2)            | 4       | Toyota Princess Cup, Tokyo                   | Cemento       | SF    | 5-7, 6-2, 6-3    | 8         |
| 19.  | Lindsay Davenport (3)       | 7       | Porsche Tennis Grand Prix, Filderstadt       | Cemento (i)   | QF    | 4-6, 6-3, 6-4    | 9         |
| 20.  | Amélie Mauresmo (1)         | 4       | Porsche Tennis Grand Prix, Filderstadt       | Cemento (i)   | SF    | 3-6, 6-3, 7-5    | 9         |
| 21.  | Justine Henin (3)           | 4       | WTA Tour Championships, Los Angeles          | Cemento       | QF    | 6-2, 6-1         | 6         |
| 22.  | Venus Williams (2)          | 2       | WTA Tour Championships, Los Angeles          | Cemento       | SF    | 5-0 rit.         | 6         |
| 23.  | Serena Williams (1)         | 1       | WTA Tour Championships, Los Angeles          | Cemento       | F     | 7-5, 6-3         | 6         |
| 2003 |                             |         |                                              |               |       |                  |           |
| 24.  | Justine Henin (4)           | 5       | Adidas International, Sydney                 | Cemento       | SF    | 6-2, 6-3         | 4         |
| 25.  | Justine Henin (5)           | 4       | Proximus Diamond Games, Anversa              | Cemento (i)   | SF    | 6-2, 7-6(3)      | 3         |
| 26.  | Lindsay Davenport (4)       | 7       | Pacific Life Open, Indian Wells              | Cemento       | F     | 6-4, 7-5         | 3         |
| 27.  | Jelena Dokić (3)            | 9       | NASDAQ-100 Open, Miami                       | Cemento       | QF    | 6-2, 6-0         | 3         |
| 28.  | Daniela Hantuchová          | 9       | MasterCard German Open, Berlino              | Terra rossa   | QF    | 6-0, 6-3         | 3         |
| 29.  | Jennifer Capriati (1)       | 7       | MasterCard German Open, Berlino              | Terra rossa   | SF    | 6-4, 6(2)-7, 6-4 | 3         |
| 30.  | Amélie Mauresmo (2)         | 6       | Internazionali BNL d'Italia, Roma            | Terra rossa   | F     | 3-6, 7-6(3), 6-0 | 2         |
| 31.  | Justine Henin (6)           | 3       | Ordina Open, 's-Hertogenbosch                | Erba          | F     | 6(4)-7, 3-0 rit. | 2         |
| 32.  | Jennifer Capriati (2)       | 7       | Bank of the West Classic, Stanford           | Cemento       | F     | 4-6, 6-4, 6-2    | 2         |
| 33.  | Lindsay Davenport (5)       | 5       | Acura Classic, San Diego                     | Cemento       | SF    | 6-3, 6-3         | 2         |
| 34.  | Lindsay Davenport (6)       | 4       | East West Bank Classic, Los Angeles          | Cemento       | F     | 6-1, 3-6, 6-1    | 2         |
| 35.  | Amélie Mauresmo (3)         | 6       | US Open, New York                            | Cemento       | QF    | 6-1, 6-4         | 1         |
| 36.  | Lindsay Davenport (7)       | 4       | US Open, New York                            | Cemento       | SF    | 6-2, 6-3         | 1         |
| 37.  | Amélie Mauresmo (4)         | 7       | Porsche Tennis Grand Prix, Filderstadt       | Cemento (i)   | QF    | 6-4, 6-3         | 1         |
| 38.  | Justine Henin (7)           | 2       | Porsche Tennis Grand Prix, Filderstadt       | Cemento (i)   | F     | 5-7, 6-4, 6-2    | 1         |
| 39.  | Chanda Rubin (1)            | 10      | Fortis Championships Luxembourg, Lussemburgo | Cemento (i)   | F     | 6-2, 7-5         | 2         |
| 40.  | Chanda Rubin (2)            | 10      | WTA Tour Championships, Los Angeles          | Cemento       | RR    | 6-4, 6-4         | 1         |
| 41.  | Elena Dement'eva (1)        | 9       | WTA Tour Championships, Los Angeles          | Cemento       | RR    | 6-2, 6-2         | 1         |
| 42.  | Amélie Mauresmo (5)         | 6       | WTA Tour Championships, Los Angeles          | Cemento       | RR    | 3-6, 6-4, 6-4    | 1         |
| 43.  | Jennifer Capriati (3)       | 5       | WTA Tour Championships, Los Angeles          | Cemento       | SF    | 4-6, 6-3, 6-0    | 1         |
| 44.  | Amélie Mauresmo (6)         | 6       | WTA Tour Championships, Los Angeles          | Cemento       | F     | 6-2, 6-0         | 1         |
| 2004 |                             |         |                                              |               |       |                  |           |
| 45.  | Anastasija Myskina (1)      | 7       | Australian Open, Melbourne                   | Cemento       | QF    | 6-2, 7-6(9)      | 2         |
| 2005 |                             |         |                                              |               |       |                  |           |
| 46.  | Elena Dement'eva (2)        | 5       | Pacific Life Open, Indian Wells              | Cemento       | SF    | 6-4, 6-2         | 133       |
| 47.  | Lindsay Davenport (8)       | 1       | Pacific Life Open, Indian Wells              | Cemento       | F     | 6-4, 4-6, 6-2    | 133       |
| 48.  | Anastasija Myskina (2)      | 6       | NASDAQ-100 Open, Miami                       | Cemento       | 4T    | 6-3, 6-4         | 38        |
| 49.  | Elena Dement'eva (3)        | 5       | NASDAQ-100 Open, Miami                       | Cemento       | QF    | 6-2, 6-1         | 38        |
| 50.  | Amélie Mauresmo (7)         | 2       | NASDAQ-100 Open, Miami                       | Cemento       | SF    | 6-1, 6-0         | 38        |
| 51.  | Marija Šarapova (1)         | 3       | NASDAQ-100 Open, Miami                       | Cemento       | F     | 6-3, 7-5         | 38        |
| 52.  | Svetlana Kuznecova (1)      | 5       | International Women's Open, Eastbourne       | Erba          | SF    | 6-4, 3-6, 6-4    | 17        |
| 53.  | Venus Williams (3)          | 10      | Bank of the West Classic, Stanford           | Cemento       | F     | 7-5, 6-2         | 14        |
| 54.  | Nadia Petrova               | 9       | East West Bank Classic, Los Angeles          | Cemento       | QF    | 6-4, 6-2         | 10        |
| 55.  | Justine Henin (8)           | 5       | Rogers Cup, Toronto                          | Cemento       | F     | 7-5, 6-1         | 8         |
| 56.  | Venus Williams (4)          | 10      | US Open, New York                            | Cemento       | QF    | 4-6, 7-5, 6-1    | 4         |
| 57.  | Marija Šarapova (2)         | 2       | US Open, New York                            | Cemento       | SF    | 6-2, 6(4)-7, 6-3 | 4         |
| 58.  | Elena Dement'eva (4)        | 7       | WTA Tour Championships, Los Angeles          | Cemento       | RR    | 6-2, 6-3         | 2         |
| 2006 |                             |         |                                              |               |       |                  |           |
| 59.  | Elena Dement'eva (5)        | 8       | Proximus Diamond Games, Anversa              | Cemento (i)   | SF    | 5-7, 6-1, 6-2    | 1         |
| 60.  | Elena Dement'eva (6)        | 9       | J&S Cup, Varsavia                            | Terra rossa   | SF    | 7-5, 6-4         | 2         |
| 61.  | Svetlana Kuznecova (2)      | 10      | J&S Cup, Varsavia                            | Terra rossa   | F     | 7-5, 6-2         | 2         |
| 62.  | Patty Schnyder              | 8       | Bank of the West Classic, Stanford           | Cemento       | F     | 6-4, 6-2         | 2         |
| 63.  | Elena Dement'eva (7)        | 8       | WTA Tour Championships, Madrid               | Cemento       | RR    | 6-4, 6-0         | 6         |
| 64.  | Svetlana Kuznecova (3)      | 4       | WTA Tour Championships, Madrid               | Cemento       | RR    | 6-1, 6-1         | 6         |
| 2007 |                             |         |                                              |               |       |                  |           |
| 65.  | Martina Hingis (2)          | 7       | Australian Open, Melbourne                   | Cemento       | QF    | 3-6, 6-4, 6-3    | 5         |
| 2009 |                             |         |                                              |               |       |                  |           |
| 66.  | Svetlana Kuznecova (4)      | 6       | Western & Southern Open, Cincinnati          | Cemento       | 3T    | 6-4, 4-6, 6-2    | N.C.      |
| 67.  | Viktoryja Azaranka (1)      | 9       | Rogers Cup, Toronto                          | Cemento       | 2T    | 7-5, 4-6, 6-1    | N.C.      |
| 68.  | Venus Williams (5)          | 3       | US Open, New York                            | Cemento       | 4T    | 6-0, 0-6, 6-4    | N.C.      |
| 69.  | Serena Williams (2)         | 2       | US Open, New York                            | Cemento       | SF    | 6-4, 7-5         | N.C.      |
| 70.  | Caroline Wozniacki (1)      | 8       | US Open, New York                            | Cemento       | F     | 7-5, 6-3         | N.C.      |
| 2010 |                             |         |                                              |               |       |                  |           |
| 71.  | Viktoryja Azaranka (2)      | 7       | Sony Ericsson Open, Miami                    | Cemento       | 4T    | 6-4, 6-0         | 16        |
| 72.  | Samantha Stosur (1)         | 10      | Sony Ericsson Open, Miami                    | Cemento       | QF    | 6-3, 7-5         | 16        |
| 73.  | Venus Williams (6)          | 5       | Sony Ericsson Open, Miami                    | Cemento       | F     | 6-2, 6-1         | 16        |
| 74.  | Samantha Stosur (2)         | 6       | US Open, New York                            | Cemento       | QF    | 6-4, 5-7, 6-3    | 3         |
| 75.  | Venus Williams (7)          | 4       | US Open, New York                            | Cemento       | SF    | 4-6, 7-6(2), 6-4 | 3         |
| 76.  | Vera Zvonarëva (1)          | 8       | US Open, New York                            | Cemento       | F     | 6-2, 6-1         | 3         |
| 77.  | Viktoryja Azaranka (3)      | 10      | WTA Tour Championships, Doha                 | Cemento       | RR    | 6-4, 5-7, 6-1    | 4         |
| 78.  | Jelena Janković             | 8       | WTA Tour Championships, Doha                 | Cemento       | RR    | 6-2, 6-3         | 4         |
| 79.  | Samantha Stosur (3)         | 7       | WTA Tour Championships, Doha                 | Cemento       | SF    | 7-6(3), 6-1      | 4         |
| 80.  | Caroline Wozniacki (2)      | 1       | WTA Tour Championships, Doha                 | Cemento       | F     | 6-3, 5-7, 6-3    | 4         |
| 2011 |                             |         |                                              |               |       |                  |           |
| 81.  | Viktoryja Azaranka (4)      | 10      | Medibank International, Sydney               | Cemento       | QF    | 6-3, 6-2         | 3         |
| 82.  | Vera Zvonarëva (2)          | 2       | Australian Open, Melbourne                   | Cemento       | SF    | 6-3, 6-3         | 3         |
| 2012 |                             |         |                                              |               |       |                  |           |
| 83.  | Li Na                       | 6       | Australian Open, Melbourne                   | Cemento       | 4T    | 4-6, 7-6(6), 6-4 | 14        |
| 84.  | Caroline Wozniacki (3)      | 1       | Australian Open, Melbourne                   | Cemento       | QF    | 6-3, 7-6(4)      | 14        |